# Vandal Hearts II
Vandal Hearts II (jap. ヴァンダルハーツ II 天上の門 Vandal Hearts II: Tenjō no Mon) ist ein taktisches Computer-Rollenspiel der japanischen Firma Konami für die PlayStation und der Nachfolger zu Vandal Hearts, welches in Japan und Nordamerika 1999 veröffentlicht wurde. Die europäische Veröffentlichung erfolgte ein Jahr später.

## Handlung
Schauplatz der Handlung ist der Kontinent Rognant mit den vier Reichen Nirvadia, Natra, Vernantze und Zora-Archeo. Es wird die Geschichte von Joshua erzählt, von seiner Kindheit bis zum Erwachsenenalter, der die Gräuel der Aristokratie sowie einen langen Bürgerkrieg hautnah miterlebt. Die frühen Stadien des Spiels stellen den Helden und seine Begleiter aus der Kindheit vor und dienen als Prolog für zukünftige Ereignisse im Erwachsenenleben des Helden. Das Spiel hat eine nichtlineare Verzweigungshandlung, die durch die Dialogauswahl des Spielers geändert werden kann und zu mehreren Endungen führt.

## Spielprinzip
Vandal Hearts II verwendet drei verschiedene Spielansichten, bestehend aus einer Weltkarte, einer Stadt- und einer Schlachtkarte. Die Markierungen auf der Weltkarte sind in zwei Abschnitte unterteilt: Kampfkarten und Stadtkarten. Einige Orte öffnen sich nur, um die Geschichte voranzutreiben. Stadtkarten enthalten die lokale Taverne, Geschäfte und vieles mehr, sofern die Geschichte nichts anderes bestimmt.
Vandal Hearts II bietet über 120 verschiedene Waffen- und Rüstungskombinationen. Im Gegensatz zu vielen anderen Rollenspielen verfügt das Spiel über nicht festgelegte Klassen. Krieger können z. B. ohne Abzüge in Magier verwandelt werden. Dies wird durch die Rüstungs- und Waffensysteme erreicht. Fähigkeiten müssen durch das Ausrüsten von Waffen und das Sammeln von Punkten erlernt werden, um sie zu meistern, während die Rüstung die Treffer- und Zauberpunkte der Charaktere sowie die Bewegungsraten und die Verteidigung bestimmt.
Neu in Vandal Hearts II ist im Vergleich zum Vorgänger das sog. Dual-Turn-System, das es dem Spieler und dem Computer ermöglicht, eine Einheit gleichzeitig auf der Kampfkarte zu bewegen. Das neue System kann durch die Gleichzeitigkeit der Züge dazu führen, dass der Angriff auf eine Figur des Gegners ins Leere läuft, da der Computer ebenfalls diese Figur bewegt. Oder beide Einheiten auf demselben Feld landen, wo dann das jeweilige Gewicht der Figur entscheidend ist. Die leichteste Figur muss dann aufs Nebenfeld ausweichen und verliert ihre Aktion. Das Strategische besteht hier auch darin, zu erahnen, wie der Gegner sich bei jedem Zug verhalten wird.

## Soundtrack
Komponiert wurde der komplette Soundtrack von Hiroshi Tamawari, der bereits im Team mit Miki Higashino und Kosuke Soeda die Komposition des Soundtracks zum ersten „Vandal Hearts“ übernahm. Da das Spiel keine Wave-Dateien von der CD-ROM streamt, sondern nur die internen SoundFonts der PlayStation nutzt, war es technisch möglich, die Musik der Zwischensequenzen an die Geschwindigkeit anzupassen, mit der der Spieler den Text liest. Das Spiel wartet auf die Wiederholung eines Takts und verwendet diesen als Signal, um die nächste Dialogzeile und den nächsten Takt im Stück anzusteuern.